# Lisa Bonder-Kreiss
Lisa Bonder-Kreiss (ur. 16 października 1965 w Columbus, Ohio) – amerykańska tenisistka.
Karierę rozpoczęła w 1982 roku, a zakończyła w 1991 roku. Wygrała cztery zawodowe turnieje zaliczane do cyklu WTA. W tych turniejach wygrała 62 spotkania singlowe, a 78 przegrała. Na korcie zarobiła ponad 510 tys. dolarów.
10 stycznia 1998 poślubiła Toma Kreissa. 8 lutego 1989 urodziła syna, Taylora Jenningsa Kreissa.

## Wygrane turnieje

### Zwycięstwa w turniejach WTA (gra pojedyncza)
| Lp | Data                 | Turniej | Finalistka         | Wynik         |
| 1. | 5 lipca 1982         | Hamburg | Renáta Tomanová    | 6:3, 6:2      |
| 2. | 11 października 1982 | Tokio   | Shelley Solomon    | 2:6, 6:0, 6:3 |
| 3. | 12 września 1983     | Tokio   | Andrea Jaeger      | 6:2, 5:7, 6:1 |
| 4. | 10 października 1983 | Tokio   | Laura Gildemeister | 6:1, 6:3      |

## Starty w Wielkim Szlemie
| Turniej         | Bilans | 1991 | 1990 | 1989 | 1988 | 1987 | 1986 | 1985 | 1984 | 1983 | 1982 | 1981 |
| Australian Open | 1–1    | –    | –    | –    | –    | –    | –    | 3R   | –    | –    | –    | –    |
| French Open     | 12–7   | –    | –    | –    | 1R   | 2R   | 3R   | 2R   | QF   | 3R   | 3R   | –    |
| Wimbledon       | 6–7    | 1R   | –    | –    | –    | 1R   | 2R   | 1R   | 3R   | 4R   | 1R   | –    |
| US Open         | 12–9   | 1R   | –    | –    | 1R   | 3R   | 3R   | 3R   | 4R   | 4R   | 2R   | 1R   |